# 1990 DU3
1990 DU3 är en asteroid i huvudbältet som upptäcktes den 26 februari 1990 av den belgiske astronomen Henri Debehogne vid La Silla-observatoriet.
Asteroiden har en diameter på ungefär 6 kilometer och den tillhör asteroidgruppen Vesta.